# Niszczyciele typu 1936B
Niszczyciele typu 1936B – seria niemieckich wielkich niszczycieli z okresu II wojny światowej, z której ukończono 3 okręty. Był to ostatni typ niemieckich niszczycieli wprowadzony do służby podczas wojny.

## Historia rozwoju
W trakcie II wojny światowej Niemcy wprowadzili do służby wielkie niszczyciele Typ 1936A (Narvik), będące rozwinięciem linii przedwojennych niszczycieli typów 1934/1934A i 1936. Główną zmianą było zastosowanie wyjątkowo silnego uzbrojenia z 5 dział kalibru 150 mm, typowego dla lekkich krążowników, w miejsce pięciu dział kalibru 128 mm (nominalnie: 12,7 cm). Po serii 8 jednostek typu 1936A, 19 września 1939 rząd niemiecki zamówił dalsze 10 niszczycieli: Z-31 – Z-40, określonych z powodu zamówienia ze środków mobilizacyjnych jako Typ 1936A(Mob), nie różniących się zasadniczo od Typu 1936A, poza uproszczeniami technologicznymi. Później jeszcze zamówienie rozszerzono o okręty Z-41 – Z-47. Pomysł umieszczenia dziobowych dział w wieży nie był jednak udany, gdyż ciężka wieża pogorszyła własności morskie okrętu, ponadto była awaryjna. Również zastosowanie dział kalibru 150 mm na niszczycielach nie spełniło oczekiwań związanych z powiększeniem siły ognia (okręty tej wielkości nie stanowiły stabilnej platformy dla uzbrojenia, zwłaszcza w złej pogodzie, a szybkostrzelność dział była niska). Dlatego też zdecydowano powrócić do stosowania lżejszych dział kalibru 128 mm, co pozwoliło na wzmocnienie bardziej przydatnego uzbrojenia przeciwlotniczego. Opracowano w ten sposób typ niszczycieli 1936B (36B), który powtarzał w zasadzie konstrukcję typu 1936A, z wyjątkiem uzbrojenia.
Na początku 1941 te okręty typu 1936A(Mob), których budowy jeszcze nie rozpoczęto, zamówiono ponownie jako typ 1936B. Ostatecznie ukończono trzy okręty typu 1936B: Z-35, Z-36 i Z-43, które weszły do służby w latach 1943–1944. Dwa dalsze okręty Z-44 i Z-45 wodowano, lecz nie zdołano ukończyć ich budowy. Wszystkie okręty zostały zbudowane w stoczni Deschimag w Bremie. Ostatnie dwa okręty, których budowę rozpoczęto w 1942, Z-46 i Z-47, planowano następnie ukończyć według dalszego ulepszonego typu 1936C, lecz budowę przerwano na skutek trudności materiałowych (Typ 1936C miał być uzbrojony w 6 nowych dział uniwersalnych 127 mm w dwudziałowych wieżach, z tego dwóch na rufie).
| Nazwa | rozpoczęcie budowy | data wodowania | wejście do służby | los                            |
| Z-35  | 06. 06. 1941       | 02. 10. 1942   | 22. 09. 1943      | zatonął 12. 12. 1944 na minach |
| Z-36  | 15. 09. 1941       | 15. 05. 1943   | 19. 02. 1944      | zatonął 12. 12. 1944 na minach |
| Z-43  | 01. 05. 1942       | ? 09. 1943     | 24. 03. 1944      | samozatopiony 3 maja 1945      |
| Z-44  | 01. 08. 1942       | 20. 12. 1943   | -                 | rozebrany                      |
| Z-45  | 01. 09. 1943       | 15. 04. 1944   | -                 | zatopiony po wojnie            |

## Opis konstrukcji i ocena
Niszczyciele typu 1936B miały architekturę typową dla niszczycieli, z podniesionym pokładem dziobowym na ok. 40% długości kadłuba. Ich konstrukcja i sylwetka była taka, jak okrętów typu 1936A, z wyjątkiem ponownego zastosowania dwóch pojedynczych dział na dziobie, w dwóch piętrach, jak na niszczycielach typów 1934/34A i 1936. Okręty miały trzy kotłownie i dwie maszynownie na śródokręciu w układzie liniowym. Wprawdzie nie zastosowano układu przemiennego siłowni, lecz w celu zwiększenia odporności na uszkodzenia, były one przedzielone innymi przedziałami (od dziobu: kotłownia, kotłownia, przedział kotła pomocniczego, kotłownia, maszynownia, przedział mechanizmów pomocniczych, maszynownia). Spaliny z kotłowni były odprowadzane przez dwa kominy. Podobnie jak u wcześniejszych okrętów, ich zaletą była duża żywotność dzięki dużym rozmiarom, natomiast w dalszym ciągu słabe były własności morskie, aczkolwiek nieco lepsze, niż w typie 1936A, dzięki lżejszemu uzbrojeniu na dziobie. 
Dość silne było uzbrojenie artyleryjskie, odpowiadające standardom niszczycieli typów 1934/34A i 1936, składające się z 5 pojedynczych dział kalibru 128 mm (nominalnie 12,7 cm): dwóch piętrowo na dziobie i trzech na rufie (jedno na pokładzie, dwa na nadbudówce rufowej, w osi wzdłużnej okrętu). Zapas amunicji był stosunkowo mały – 120 pocisków na działo oraz 80 pocisków oświetlających na okręt. Działa były chronione maskami przeciwodłamkowymi grubości 8 mm, masa kompletnego działa wynosiła 10,2 t.
Silniejsze, niż u poprzedników, było małokalibrowe uzbrojenie przeciwlotnicze, składające się z dwóch podwójnie sprzężonych działek 37 mm nowszego modelu M42 (zamiast mało skutecznego C/30) na platformach po obu stronach drugiego komina oraz aż trzech poczwórnie sprzężonych działek 20 mm (2 cm Flakvierling 38) na dachu nadbudówki rufowej i skrzydłach mostka, o dużej skuteczności przeciw bliskim celom. Uzbrojenie plot dopełniały trzy pojedyncze działka 20 mm. Podobnie jak w poprzednich typach, silne było również uzbrojenie torpedowe; oprócz ośmiu wyrzutni dodatkowo okręty zabierały maksymalnie do ośmiu torped zapasowych, co nie było powszechnie spotykane na niszczycielach. Mogły również przenosić aż po 76 min.

## Służba
Okręty typu 1936B używane były jedynie na Bałtyku. Jako pierwszy wszedł do służby we wrześniu 1943 Z-35 i od lutego 1944 działał w składzie 6. Flotylli Niszczycieli na Bałtyku, bazując w Tallinnie i Paldiskach (wraz z niszczycielami Z-25, Z-28, Z-39 i torpedowcem T-30). 7 lutego 1944 został lekko uszkodzony wybuchem miny dennej w rejonie Helu. W marcu i kwietniu 1944 brał udział w 6 akcjach stawiania zagród minowych Seeigel i ostrzeliwał pozycje radzieckie. Pod koniec czerwca 1944 do flotylli dołączył Z-36, po czym flotylla w lipcu przebazowała do Rygi. 20 sierpnia oba niszczyciele z Z-25, Z-28 i krążownikiem "Prinz Eugen" ostrzeliwały pozycje radzieckie koło Tukums w Zatoce Ryskiej, przy czym 21 sierpnia 1944 Z-35 został lekko uszkodzony od uderzenia o dno koło Saremy.
17 września 1944 flotylla przebazowała do Gdyni, osłaniając w tym czasie ewakuację wojsk niemieckich z Finlandii i Tallinna (Rewlu). Od października niszczyciele wraz z ciężkimi krążownikami głównie ostrzeliwały podchodzące wojska radzieckie. W dniach 11–12 i 14–15 października Z-35 i Z-36 wraz z Z-25 i 4 torpedowcami osłaniały krążowniki ciężkie „Prinz Eugen” i „Lützow” ostrzeliwujące pozycje radzieckie koło Memela. Ponownie 23–24 października Z-35 wraz z „Lützowem”, Z-28 i torpedowcami T-13, T-19, T-21 ostrzeliwał w tym rejonie pozycje radzieckie. 
W listopadzie do flotylli dołączył Z-43 i przez pewien czas, trzy niszczyciele typu 1936B były jedynymi zdolnymi do akcji okrętami 6. Flotylli. Po północy 12 grudnia 1944 roku, płynąc w składzie flotylli z torpedowcami T-23 i T-28 na operację stawiania zagrody minowej Nil w Zatoce Fińskiej u wybrzeży Estonii, na skutek błędu nawigacyjnego w trudnych warunkach, Z-35 i Z-36 weszły na niemiecką zagrodę minową Nilhorn II i zatonęły na minach. Zginęło 540 ludzi, w tym dowódca flotylli kmdr Kothe.
Z-43 uczestniczył nadal w akcjach ostrzeliwania pozycji radzieckich, m.in. 18–19 lutego 1945 z „Admiral Scheer”, Z-38 i torpedowcami T-28 i T-35 oraz 23 lutego z Z-38 i T 28, w Kurlandii. Między 11 a 18 marca wspierał wraz z Z-34 i T-33 niemieckich obrońców Kołobrzegu. Od 20 marca wraz z Z-25, Z-31, Z-34 i „Lützowem” działał na Zatoce Gdańskiej, ostrzeliwując cele w rejonie Trójmiasta. Okręty walczyły głównie z radzieckim lotnictwem. 9 kwietnia 1945 Z-43 został uszkodzony bliskim wybuchem bomby przez szturmowce Ił-2 z 32. pułku szturmowego. 10 kwietnia 1945 został natomiast poważnie uszkodzony koło Helu na radzieckiej minie, prawdopodobnie postawionej przez okręt podwodny L-21. Został odholowany przez torpedowiec T-33 do Warnemünde. 3 maja przeholowany do Zatoki Flensburskiej i tam zatopiony przez załogę.
Z-44 został w trakcie wyposażania zatopiony w nalocie amerykańskim na Bremę 29 lipca 1944, po czym rozebrany na części dla innych okrętów, głównie Z-39. Z-45 nie został ukończony, po wojnie został zatopiony 20 lipca 1946 przez aliantów na Morzu Północnym.